# Warriors of the World United
Warriors of the World United è il terzo video, prodotto nel 2002, della band epic metal/heavy metal Manowar. Esso è stato pubblicato sotto forma di DVD e contiene anche un mini cd.

## Mini DVD
1. Warriors of the World United (Video/Edit Version)
2. Warriors of the World United (Video/Full Version)
3. Fire, Ice & Gasoline (Behind the Scenes, Bonus Video Footage)
4. German TV show "Total Show" (April 18, 2002)
5. Behind the Scenes of  "TV Total"
6. German TV Show "VIVA - Alles Pocher" (Olli Meets Manowar)
7. Behind the Scenes of "Viva - Alles pocher"

## Mini CD
1. Warriors of the World United
2. March for Revenge (by the Soldiers of Death) (Live)
3. Carry on (live)
4. Kill with power (live)
5. Nessun dorma (live)